# Aloe cooperi

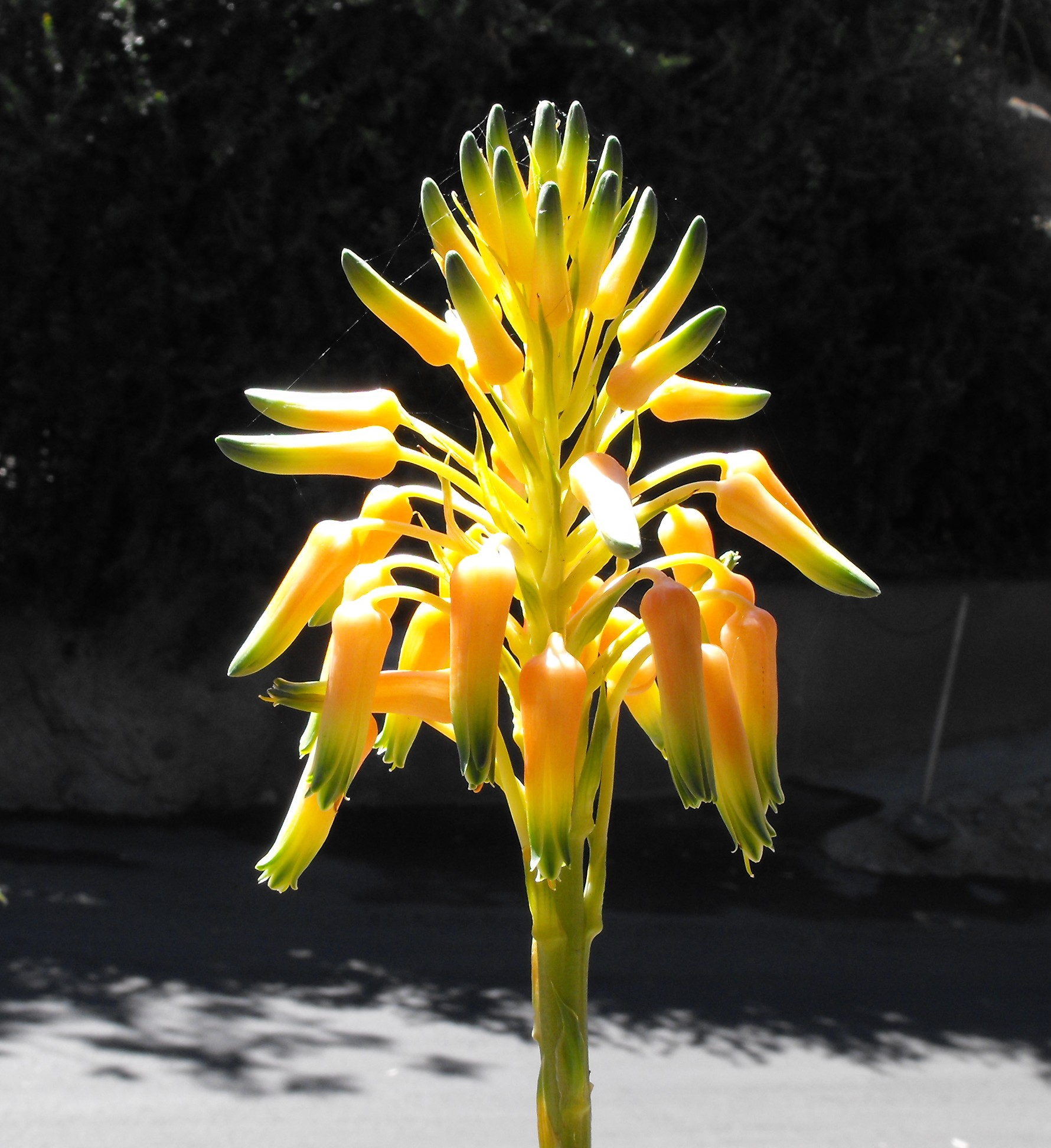
Blüten

Aloe cooperi ist eine Pflanzenart der Gattung der Aloen in der Unterfamilie der Affodillgewächse (Asphodeloideae). Das Artepitheton cooperi ehrt den englischen Pflanzensammler Thomas Cooper (1815–1913), der für William Wilson Saunders (1809–1879) arbeitete und in Südafrika sammelte.

## Beschreibung

### Vegetative Merkmale
Aloe cooperi wächst stammlos oder kurz stammbildend, meist einzeln  oder gelegentlich sprossend und kleine Gruppen bildend. Die 16 bis 20 dreieckigen, gefaltet-gekielten und im Querschnitt V-förmigen Laubblätter sind zweizeilig angeordnet. Manchmal sind sie spiralförmig verdreht und bilden im Alter Rosetten. Die Blattspreite ist 60 bis 80 Zentimeter lang und 5 bis 6 Zentimeter breit. Die Blattoberseite ist grün, undeutlich liniert und gelegentlich nahe der Basis mit wenigen zerstreuten Flecken besetzt. Auf der Unterseite befinden sich nahe der Basis zahlreiche weiße Flecken. Die festen weißen Zähne am schmalen, weißen, knorpeligen Blattrand sind 1 bis 2 Millimeter lang und stehen 1 bis 2 Millimeter voneinander entfernt.

### Blütenstände und Blüten
Der einfache Blütenstand erreicht eine Länge von 100 Zentimetern und mehr. Die ziemlich dichten, breit konischen Trauben sind bis zu 20 Zentimeter lang und 10 bis 14 Zentimeter breit. Sie bestehen aus etwa 40 Blüten. Die eiförmig lang zugespitzten Brakteen weisen eine Länge von 20 bis 32 Millimeter auf. Die lachsrosafarbenen, grün gespitzten Blüten stehen 40 bis 45 Millimeter langen Blütenstielen. Die Blüten sind 38 bis 40 Millimeter lang und an ihrer Basis verschmälert. Auf Höhe des Fruchtknotens weisen sie einen Durchmesser von 12 Millimeter auf. Nahe der Mündung sind sie auf etwa 9 Millimeter verengt. Ihre äußeren Perigonblätter sind fast bis zur Basis nicht miteinander verwachsen. Die Staubblätter und der Griffel ragen leicht aus der Blüte heraus.

### Genetik
Die Chromosomenzahl beträgt {\displaystyle 2n=14}.

## Systematik und Verbreitung
Aloe cooperi ist in Südafrika und Eswatini verbreitet und wächst dort in Höhenlagen von bis zu 1980 Metern in Grasland, manchmal an sumpfigen Stellen sowie felsigen Hängen. 
Die Erstbeschreibung durch John Gilbert Baker wurde 1874 veröffentlicht.
Ein Synonym ist Aloe schmidtiana Regel (1879).

## Nachweise